# Ewenkowie
Ewenkowie (dawna nazwa Tunguzi) – myśliwsko-zbierackie ludy, z grupy tunguskiej, zamieszkujące południowo-środkową Syberię (Rosja). 

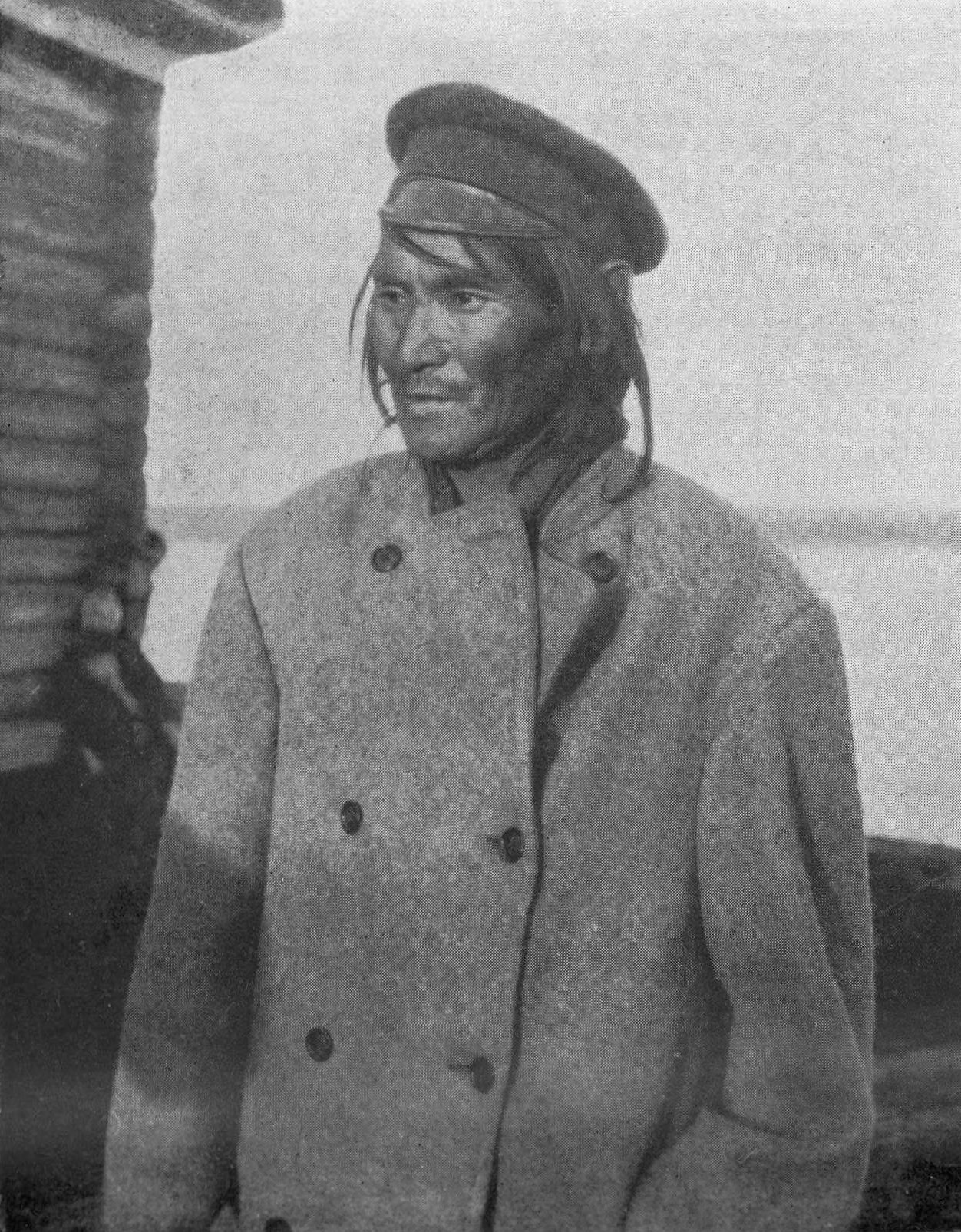
Ewenk (zdjęcie z 1914 r.)

## Nazwa
Nazwa „Tunguz” pochodzi od tatarskiego słowa „świnia”, oznaczającego też jedzącego wieprzowinę. Tatarzy wyznający islam nazywali tak plemiona innych religii. Sami Ewenkowie nazywają siebie Owen, Ewen, Ewenk. 
Niegdyś dawna nazwa Ewenków – Tunguzi rozciągała się również na niektóre ludy tungusko–mandżurskiej grupy językowej, m.in.: Ewenów, Oroczonów, Nanajów, Oroków i Ugedejczyków.

## Obszar zamieszkiwania
Ewenkowie zamieszkują wielkie obszary południowej Syberii, zajmujące około 2 mln km², rozciągające się od Jeniseju po Morze Ochockie i Mandżurię. Tereny te należą obecnie do Rosji, Chin i Mongolii. Na dawnych swych ziemiach Ewenkowie generalnie stanowią mniejszość, (np. na terytorium byłego Rejonu Ewenkijskiego – 21%), dominują jednak liczebnie na obszarach pozamiejskich, gdzie nie ma osadników rosyjskich i chińskich.

## Język
Ewenkowie używają języka ewenkijskiego, należącego do grupy tunguskiej (północnej) języków tungusko-mandżurskiej. Język ten jest obecnie w Rosji dość szybko wypierany przez język rosyjski, zaś w Chinach przez chiński; zaledwie około połowy rosyjskich Ewenków zna rodzimą mowę.

## Liczebność

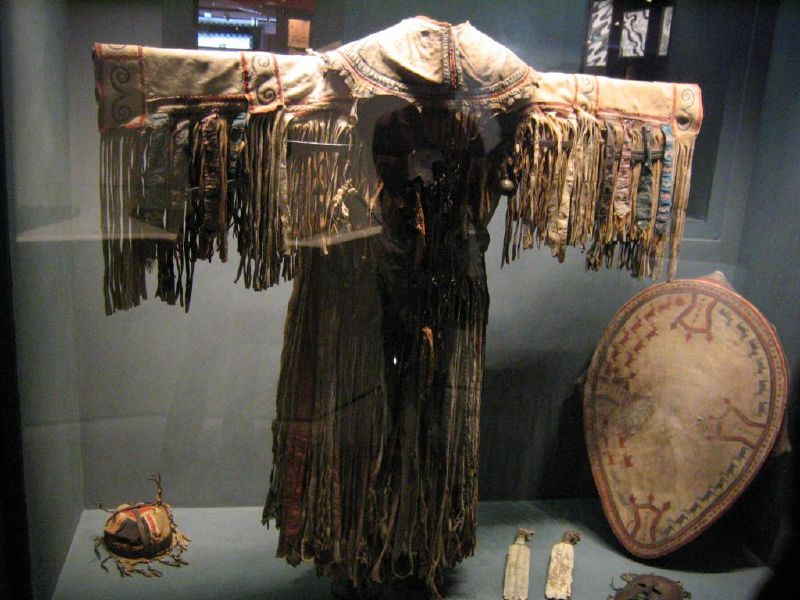
Strój ewenkijskiego szamana

Populacja Ewenków liczy ok. 67–70 tys. osób, z czego 37 843 mieszka w Federacji Rosyjskiej, spośród których najwięcej, bo 21 008 osób zamieszkuje w Jakucji (według wyników spisu powszechnego z 2010 r.). Poza tym Ewenkowie żyją w Chinach (30 505 osób, według wyników spisu z 2000 r.) i Mongolii (1–2 tys.). 
| jednostka polityczno-administracyjna | liczba Ewenków w 2002 r. | liczba Ewenków w 2010 r. |
| ------------------------------------ | ------------------------ | ------------------------ |
| Jakucja                              | 18 232                   | 21 008                   |
| Kraj Krasnojarski                    | 4 632                    | 4 372                    |
| Ewenkijski Okręg Autonomiczny        | 3 802                    | 0                        |
| Kraj Chabarowski                     | 4 533                    | 4 101                    |
| Obwód amurski                        | 1 501                    | 1 481                    |
| Obwód sachaliński                    | 243                      | 209                      |
| Buriacja                             | 2 334                    | 2 974                    |
| Obwód irkucki                        | 1 431                    | 1 272                    |
| Obwód czytyjski                      | 1 492                    | 0                        |
| Kraj Zabajkalski                     | b.d.                     | 1 387                    |
| Kraj Nadmorski                       | b.d.                     | 130                      |
| Obwód tomski                         | 103                      | 95                       |
| Obwód tiumeński                      | 109                      | 87                       |

## Religia
Niegdyś Ewenkowie byli wyznawcami szamanizmu i animizmu. Obecnie zamieszkujący w Rosji Ewenkowie są formalnie prawosławni, ale zachowali wiele elementów dawnych wierzeń. Chińscy i mongolscy Ewenkowie wyznają buddyzm oraz tradycyjne szamanistyczne wyznania.

## Historia
Ewenkowie zamieszkiwali południową Syberię od czasów przedhistorycznych. Większość tych ziem została skolonizowana w XVII wieku przez Rosję. Pozostałe tereny weszły w skład państwa chińskiego.

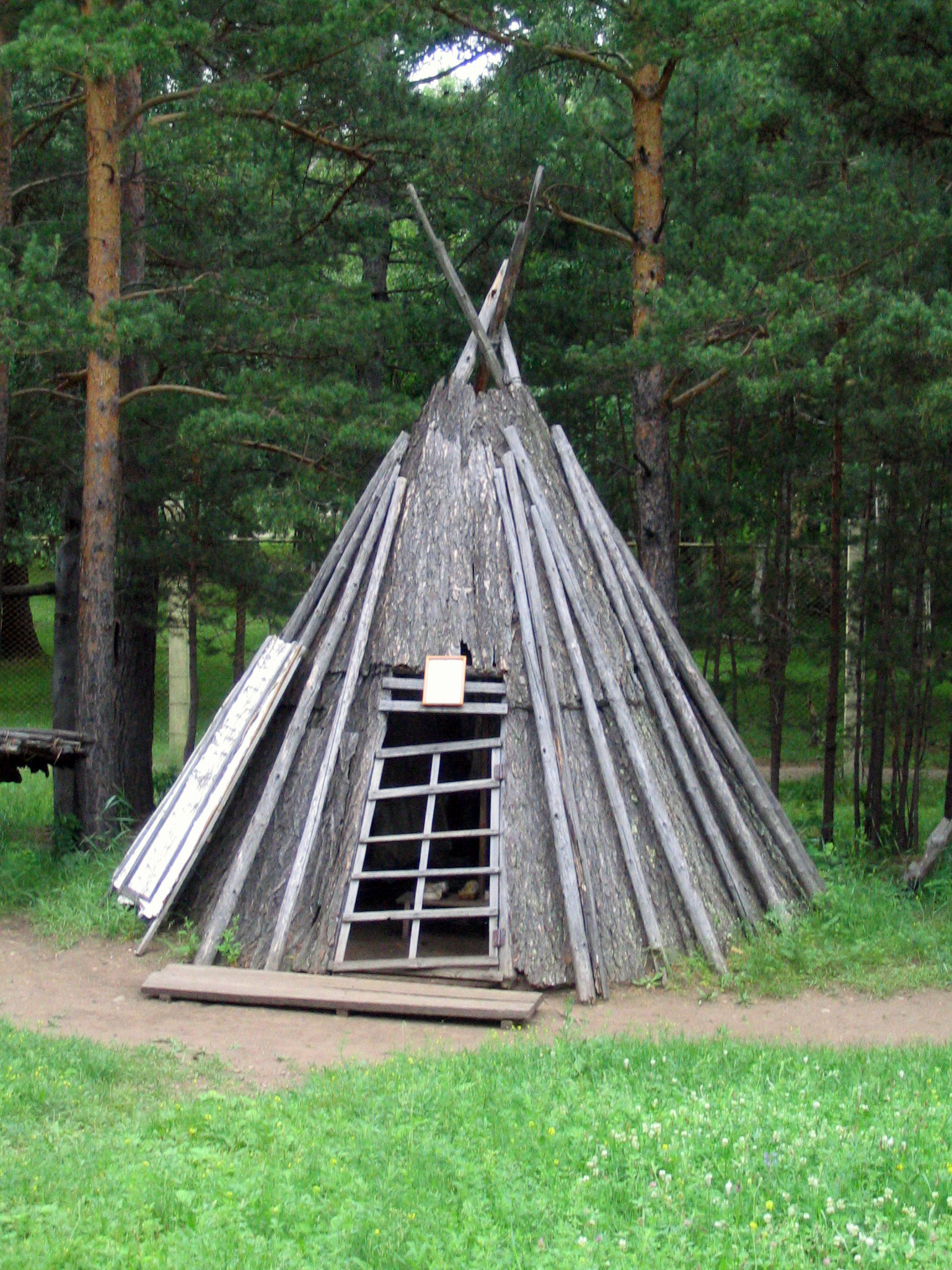
Tradycyjny ewenkijski dom (w muzeum w Ułan Ude)

Część rosyjskich Ewenków w okresie ZSRR otrzymała ograniczoną autonomię – 10 grudnia 1930 r. utworzono Tunguski Okręg Narodowościowy (następnie pod nazwą Ewenkijski Okręg Autonomiczny stanowiący podmiot Federacji Rosyjskiej do 1 stycznia 2007 r.). Teren ten zamieszkuje jednak zaledwie około 6% całej ewenkijskiej populacji (tj. tylko około 11% Ewenków rosyjskich).

## Tradycje i kultura
Tradycyjnie Ewenkowie mieszkali w jurtach, przenosząc się z miejsca na miejsce. Zajmowali się hodowlą reniferów, myślistwem i rybołówstwem. Czcili niedźwiedzia, podobnie jak Chantowie. Po jego zabiciu płakali i przepraszali go. 
Cechą charakterystyczną Ewenków jest powściągliwość w stosunku do żony. Żaden Ewenk nigdy nie prowadzi ze swoją małżonką rozmowy: mówi tylko do niej to, co koniecznie wypada w sprawach domowego gospodarstwa. Każde wywnętrzanie się przed żoną, przyjacielskie rozmowy, uważane są za ujmę mężowskiej godności, która stanowi najwyższy szczebel rodzinnej władzy. Mężczyźni jednak nigdy nie krytykują i nie obrzucają obelgami swoich żon. 
Wśród Ewenków panował zwyczaj wyrywania sobie od najmłodszych lat włosów z głowy w celu całkowitego pozbawienia się zarostu.